# Apple 西湖
Apple 西湖，原称西湖 Apple Store，是苹果公司在中华人民共和国浙江省杭州市开设的一家Apple Store零售店，该店由诺曼·福斯特领衔的Foster+Partners事务所设计，2015年1月24日开业。该店建筑面积2896平方米，共两层楼。其整个正面外墙全部为玻璃幕墙，连接一二楼的楼梯采用磨砂玻璃材质。整个零售店的最大特色在于二楼为跨度达到12米的悬挑式楼层，其最薄处仅有10厘米厚。目前该店营业时间为当地时间每日10:00-22:30，提供各种Apple在中国大陆发行产品的购买、Today at Apple讲座、Genius Bar天才吧等服务。

## 设计
本店由诺曼·福斯特的Foster+Partners事务所与同济大学建筑设计研究院共同设计。项目时间2013-2015年。项目位于杭州市上城区湖滨商圈平海路100号。项目总面积2896平方米，二层楼。二楼采用钢结构大跨度悬挑设计，结构跨度12米。正面外墙为14.5米高的玻璃自承重结构，内含隐藏电路与遮光系统，而Apple的标志则采用内嵌式设计。

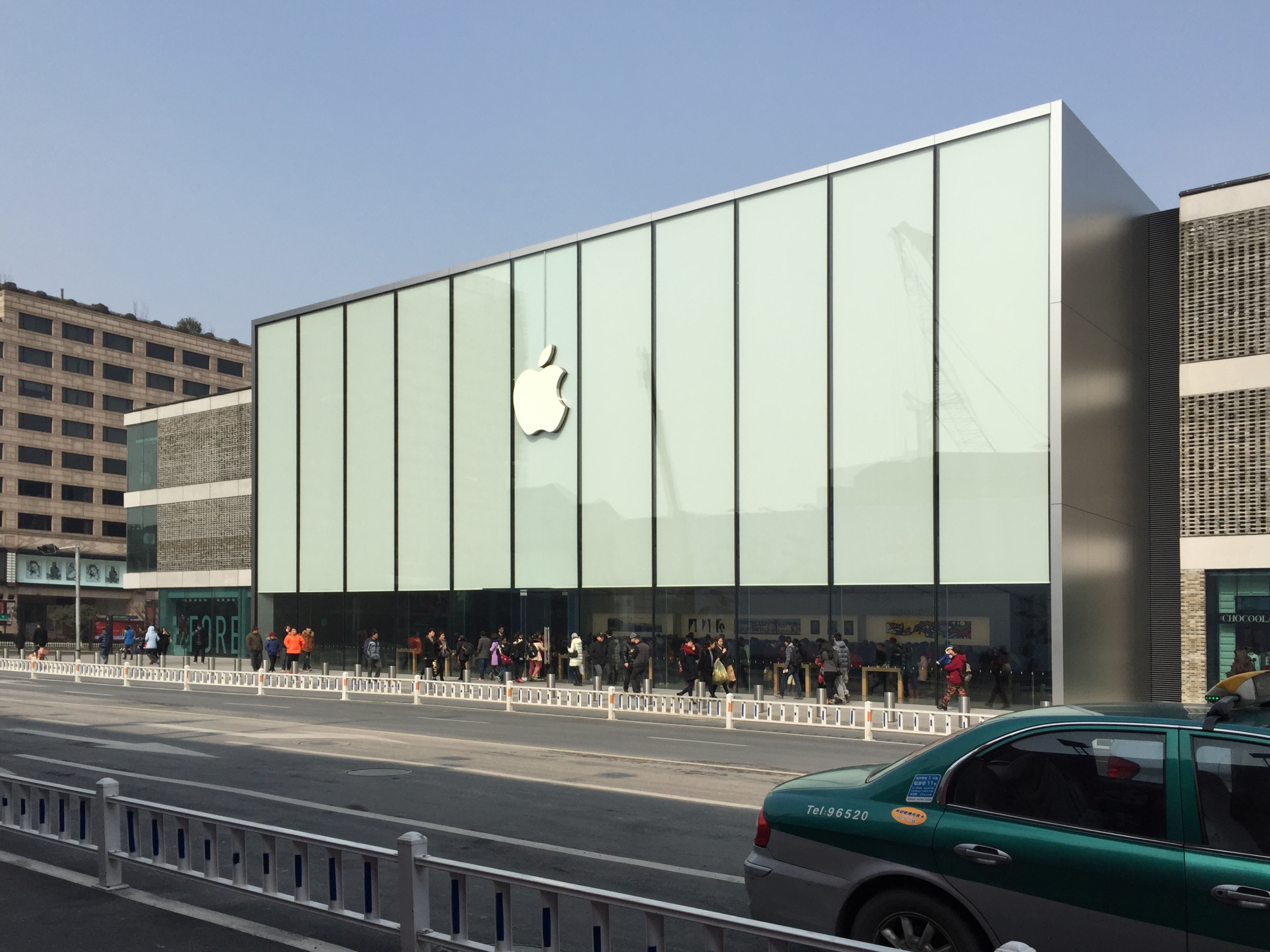
Apple 西湖(遮阳帘启)

## 开业

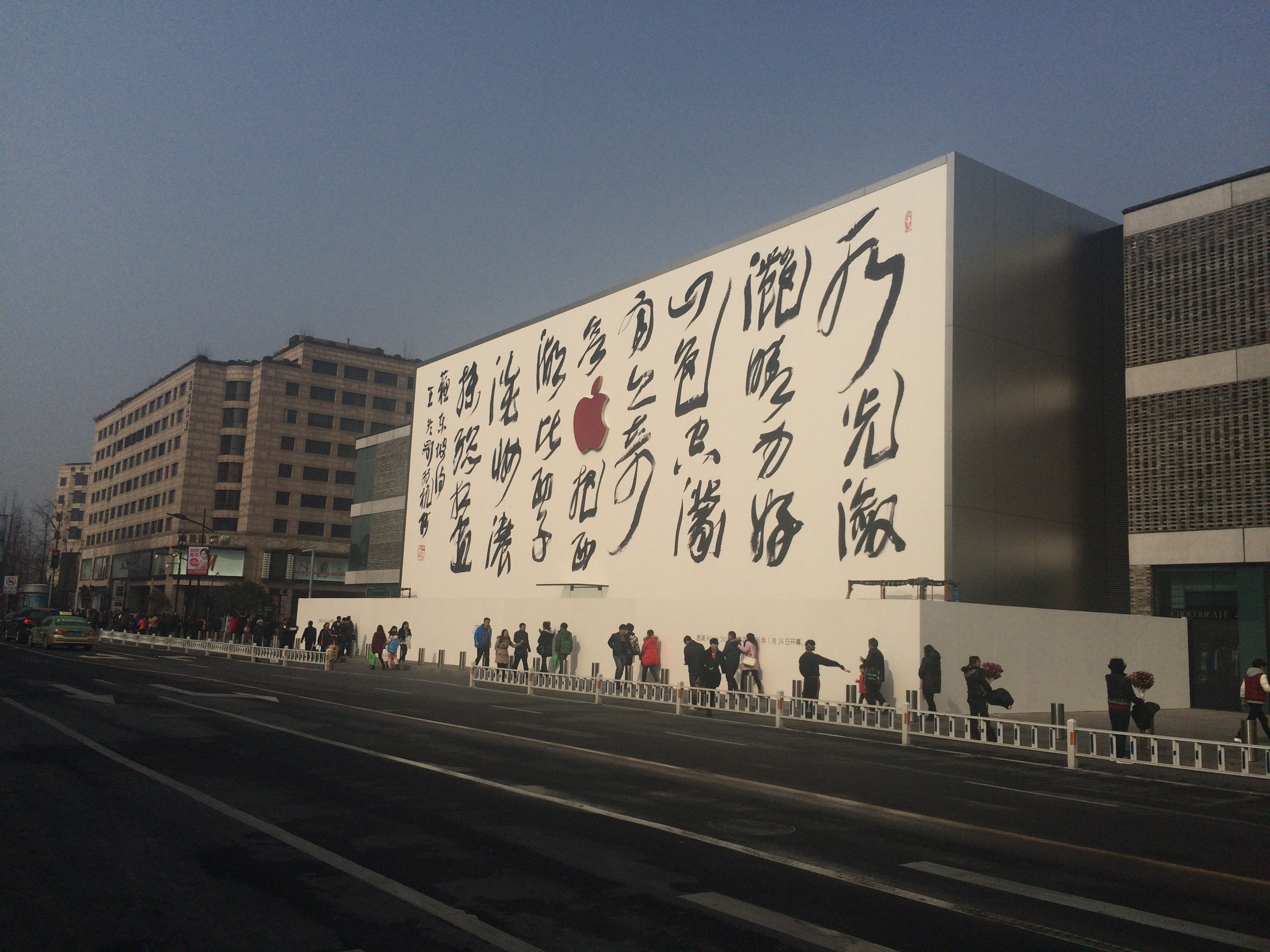
开业前Apple 西湖的书法外墙

在开业前，苹果为Apple 西湖的外墙张贴了王冬龄创作的苏轼作品《饮湖上初晴后雨》的书法。开业前夜不少苹果爱好者通宵排队，也引起了一些对于非理性“果粉”行为的争议。苹果亦为该店开业拍摄了纪录片（页面存档备份，存于）。
开业当日，距离最近的地铁龙翔桥站为避开其造成的极大客流临时封站，列车通过不停靠。